# Thanunchai Baribarn
Thanunchai Baribarn (en tailandés: ธนัญชัย บริบาล, provincia de Sisaket, Tailandia, 3 de octubre de 1972) es un exfutbolista de Tailandia que jugaba en las posiciones de defensa y centrocampista.

## Carrera

### Club
| Periodo   | Club        |
| --------- | ----------- |
| 1999–2003 | Sinthana FC |
| 2003–2005 | PEA FC      |
| 2006–2008 | TOT SC      |

### Selección nacional
Jugó para Tailandia en 37 ocasiones de 1999 a 2002 y anotó seis goles; y participó en la Copa Asiática 2000.

## Logros

### Club
- Liga de Tailandia: 1

1998
- Liga Provincial: 1

2006

### Selección nacional
- Juegos del Sudeste Asiático: 1

1999

## Estadísticas

### Goles con selección nacional
| #  | Fecha     | Sede                        | Rival      | Resultado | Torneo                       |
| -- | --------- | --------------------------- | ---------- | --------- | ---------------------------- |
| 1. | 8-8-1999  | Bandar Seri Begawan, Brunéi | Birmania   | 7–0       | 1999 Southeast Asian Games   |
| 2. | 27-2-2000 | Bangkok, Tailandia          | Finlandia  | 5–1       | King's Cup 2000              |
| 3. | 8-4-2000  | Bangkok, Tailandia          | Malasia    | 3–2       | 2000 Asian Cup Qualification |
| 4. | 8-4-2000  | Bangkok, Tailandia          | Malasia    | 3–2       | 2000 Asian Cup Qualification |
| 5. | 23-1-2001 | Bangkok, Tailandia          | Kuwait     | 5–4       | Amistoso                     |
| 6. | 30-1-2001 | Bangkok, Tailandia          | Kirguistán | 3–1       | Amistoso                     |